# The Originals (Fernsehserie)
The Originals ist eine US-amerikanische Fantasyserie und ein Ableger der Serie Vampire Diaries. Die Serie handelt von den „Originals“, den Urvampiren und gleichzeitig der Familie um Klaus Mikaelson, die ins französische Viertel von New Orleans zurückkehrt. Das Konzept der Serie wurde ebenso wie das von Vampire Diaries von Julie Plec entwickelt. Die Erstausstrahlung in den Vereinigten Staaten erfolgte am 3. Oktober 2013 im Anschluss an Vampire Diaries, eine Woche später wechselte die Serie dann auf ihren Sendeplatz vor Supernatural.
Im Mai 2017 wurde vom US-Sender The CW eine fünfte Staffel der Serie bestellt, die ab dem 20. April 2018 ausgestrahlt wurde. Nach der auf 13 Folgen begrenzten Staffel endete die Serie.

## Handlung

### Staffel 1
Klaus Mikaelson, ein unsterblicher Hybrid (halb Werwolf, halb Vampir), wird von den Hexen von New Orleans in seine alte Heimat zurück gelockt, die er einst mit seinen Halbgeschwistern Elijah und Rebekah gegründet hat. Elijah und Rebekah folgen ihm. In New Orleans erfahren sie, dass Marcel, ein Junge, den Klaus einst unter seine Fittiche genommen hatte und den sie für tot hielten, nun über die Stadt regiert. Klaus will sie sich zurückerobern. Gleichzeitig erfährt er, dass Hayley, eine Werwolffrau, ein Kind von ihm erwartet. Dies wird von den Hexen von New Orleans als Druckmittel gegen Klaus eingesetzt, indem sie die Hexe Sophie mit Hayley verbinden, damit Klaus Marcel aufhält, denn Marcel hält die junge und mächtige Hexe Davina versteckt, welche er nutzt, um die Hexen der Stadt unter Kontrolle zu halten. Davina ist eines der vier Erntemädchen, die bei dem Ernte-Ritual der Hexen geopfert werden, um die Verbindung zur Macht der Hexenvorfahren aufrechtzuerhalten. Davina konnte jedoch von Marcel gerettet werden. Seitdem ist sie so mächtig wie keine andere Hexe und kann es immer spüren, wenn in der Stadt Magie angewendet wird. Klaus schafft es, Marcel vom Thron zu stürzen und übernimmt die Herrschaft. Zwischen Hayley und Elijah entwickeln sich inzwischen Gefühle. Derweil geraten Davinas Kräfte außer Kontrolle. Das Ritual muss beendet werden, um die Stadt vor der vollständigen Zerstörung durch Davinas Kräfte zu schützen. Laut den Hexen erwachen alle vier Erntemädchen von den Toten wieder, wenn das Ritual beendet ist. Nun stellt sich auch heraus, dass Sophies Nichte Monique eines der anderen drei Erntemädchen ist und Sophie sie wieder zurückbringen will. So wird Davina geopfert, aber keines der Erntemädchen erwacht wieder zum Leben. Die ehemalige Geliebte von Elijah und Hexe Celeste, welche den Körper von Sabine übernommen hat, hat die Macht des Rituals absorbiert und stattdessen drei andere tote Hexen den Platz der Erntemädchen einnehmen lassen. Mit Hilfe dieser will sie sich an den Urvampiren rächen. Sie bringt Klaus und Rebekah gegeneinander auf, sodass diese sich töten wollen. Als einer der drei Toten, die von Celeste zurückgebracht wurden, stirbt, erwacht Monique wieder zum Leben. Diese tötet dann ihre Tante Sophie, weil sie schuld am ursprünglichen Versagen des Ernte-Rituals war. Rebekah und Marcel wollen die anderen beiden auferstandenen Hexen und Celeste töten, um Davina zurückzubringen, damit diese sie vor Klaus beschützt. Sie schaffen es, eine der beiden zu töten, wodurch ein weiteres der Erntemädchen erwacht. Durch eine List von Elijah wird Celeste von Monique machtlos in ihren alten Körper zurückgebracht und dann von Elijah getötet. Dadurch erwacht Davina wieder. Klaus kämpft derweil mit Rebekah und hat vor, sie mit einem Weißeichen-Pfahl zu töten. Die beiden vertragen sich jedoch rechtzeitig wieder und Rebekah verlässt New Orleans. Davina, Monique und Abigail (das dritte Erntemädchen) werden inzwischen von Genevieve unterrichtet, die den Platz des vierten Erntemädchens (Cassie) eingenommen hat. Sie sollen die noch ungeborene Tochter von Klaus töten. Mit Hilfe von Francesca Correa, einer wohlhabenden Frau und Trägerin des Werwolf-Gens, entführen sie Hayley. Francesca erhält dafür Mondringe, die den Werwölfen Kontrolle über ihre Fähigkeiten und Verwandlung geben. Da diese mit dem Blut von Klaus hergestellt wurden, schwächen sie Klaus bei jedem Vollmond. Francesca und ihre Geschwister töten alle normalen Vampire. Josh und Marcel können jedoch gerettet werden. Die Hexen lassen das Kind zur Welt kommen, töten Hayley und wollen dann das Baby opfern und weihen, damit seine Macht an die Vorfahren geht. Da Hayley das Blut des Babys in ihrem Kreislauf hatte, als sie starb, erwacht sie wieder und verwandelt sich in einen Hybriden. Klaus, Elijah und Hayley gelingt es, das Baby zu retten. Dabei töten sie Genevieve, Abigail und Monique. Genevieve offenbart, kurz bevor sie stirbt, dass es Esther, die Mutter der Urvampire und eine der mächtigsten Hexen aller Zeiten, war, die den Plan hatte, das Baby zu töten. Esther ist inzwischen zur Anführerin der Vorfahren-Hexen auf der anderen Seite geworden. Davina bringt, um Klaus zur Strecke zu bringen, seinen Stiefvater Mikael zurück ins Leben. Um das Baby vor dem Krieg in der Stadt zwischen Vampiren, Werwölfen und vor allem den Hexen zu schützen, täuschen Klaus, Elijah und Hayley den Tod des Babys vor. Klaus bringt derweil das Baby zu der Person, der er am meisten vertraut, seiner Schwester Rebekah. Diese verspricht, auf das Baby aufzupassen und es zu beschützen. Als Rebekah fragt, wie das Baby heißt, antwortet Klaus: „Ihr Name ist Hope“ (=Hoffnung). Zum Schluss der Staffel sieht man, dass Cassie wieder erwacht ist und zu Esthers Grab geht. Sie legt eine Blume auf den Grabstein. Dann taucht ein Mann, Vincent Griffith, auf und sagt zu Cassie: „Mögest du in Frieden ruhen.“

### Staffel 2
Esther, im Körper von Cassie, hat die Kontrolle über die Werwölfe und somit über die Stadt erlangt. Klaus ist so lange geschwächt, bis die Mondringe zerstört werden. Elijah und Klaus halten sich derweil zurück, um die Ringe aufzuspüren und anschließend zu zerstören. Hayley verkraftet es nicht, dass ihre Tochter nicht bei ihr sein kann und dass sie ein Hybrid geworden ist. Hayley hilft Klaus und Elijah, das Wolfsrudel von Francesca auszulöschen. Hayley tötet Francesca und denkt, dass sie dadurch Frieden findet, aber es hilft nicht. Elijah hält Hayley auf, als sie das Kinderzimmer ihrer Tochter zerstört. Elijah kommt nicht mehr an Hayley ran und bittet deshalb Klaus, Hayley zu helfen. Klaus geht deshalb mit Hayley ins Hexenviertel, um mit ihr Hexen zu töten und sie so aufzumuntern. Als Elijah das herausfindet, ist er gar nicht begeistert und möchte, dass Klaus Hayley hilft, ihr Rudel zurückzubekommen.
Esther hat ihre beiden toten Söhne, Finn und Kol, von den Toten zurückgeholt und in die Körper der Hexer Vincent und Kaleb gesteckt. Kol (im Körper von Kaleb) setzt sie auf Davina an und Finn (im Körper von Vincent), als ihr treuster Unterstützer, auf Camille. Marcel baut im Hafenviertel derweil eine neue Vampir-Gemeinschaft/Armee auf. Dazu gehört auch die junge Musikerin Gia. Marcel holt Elijah ins Boot und möchte, dass er Gia alles über das Vampir-Dasein beibringt. Hayley findet eine Möglichkeit, dass Hope zu ihr zurückkehren kann – dafür muss sie den Werwolf Jackson heiraten. Rebekah geht mit Klaus nach New Orleans, um Esther zu stoppen, doch der Plan gelingt nicht. Esther wird ein Vampir und Rebekah landet im Körper der Hexe Eva Sinclair – sie wacht in einem Irrenhaus auf, in dem noch andere Hexen eingesperrt sind. Ihr zu Hilfe kommt ihre Schwester Freya, die ihr hilft, auszubrechen und wieder zurück nach New Orleans zu kommen. Kol schließt sich Klaus an, doch geht heimlich mit Davina seinem Plan nach. Die Hochzeit von Hayley steht kurz bevor. Die jüngere Schwester von Esther, Dahlia, taucht auf, um sich Hope zu holen. Der Grund dafür ist, dass Esther vor langer Zeit verzweifelt versucht hat, Kinder zu zeugen. Sie ging zu Dahlia, die ihr mit Magie half, jedoch verlangte diese dafür jedes Erstgeborene jeder nach Esther geborenen neuen Generation. Aus diesem Grund verlor Esther ihre älteste Tochter Freya, als diese Anzeichen von Magie in sich zeigte. Dahlia hat mit Hilfe von Freyas Magie einen Zauber gesprochen, der dafür sorgt, dass sie ein Jahrhundert lang schlafen, um für ein ganzes Jahr mit einer großen Macht aufzuwachen.
Rebekah, die sich im Körper von Eva befindet, wird durch einen mächtigen Zauber in einer Art Irrenanstalt festgehalten. Dort findet Rebekah eine verstaubten Sarg, in dem sich eine Person befindet. Nach mehreren gescheiterten Fluchtversuchen öffnet sich der Sarg und das blonde Mädchen flieht mit Rebekah aus der Irrenanstalt. Vor der Irrenanstalt erzählt das blonde Mädchen, wer sie ist – es ist niemand anderes als Freya. Freya besucht nach ihrer Freilassung ihre Brüder im Anwesen und erzählt von Dahlia, die kommen wird, um sich Hope zu holen. Währenddessen findet Hayley eine Saga in den Wolfsbüchern, diese besagt, dass die Macht der Anführer nach einer Heirat von zwei Leitwölfen sich auf das ganze Rudel verteilt. Hayley sieht ihre Chance, ihre Hybridenkräfte mit dem ganzen Rudel zu teilen. Bevor die Hochzeitszeremonie stattfinden kann, müssen Hayley und Jackson über ihr ganzes Leben die Wahrheit sagen, somit erfährt Jackson von Hope. Als Hayley Elijah von der Hochzeit erzählt, ist er schockiert, wünscht sich aber, dass Hope zurückkommen kann und stimmt der Hochzeit zu. Elijah und Hayley schlafen miteinander. Nach dem Ja-Wort und den Kuss von Hayley und Jackson, erscheinen bei jedem Wolf, der sich dem Rundel angeschlossen hat, die Hybridenkräfte. Dahlia kommt in der Zwischenzeit immer näher, dies verursacht bei Klaus eine fast manische Besessenheit und Misstrauen. Klaus denkt, dass er der einzige ist, der Hope beschützen kann. Klaus geht zu Davina und überredet sie, Michael zu finden, dieser wurde von ihr losgeschickt, um drei wichtige Reliquien zu sammeln. Davina erstellt aus diesen Reliquien eine Waffe, um Dahlia zu töten. Dahlia gelingt es, an diese Waffe zu kommen und die Familie Mikaelson steht somit wieder am Ausgangspunkt. Die Reliquien müssen neu zusammen gesammelt werden. Eines davon ist Wikingerasche, diese ist nicht leicht zu finden, aus diesem Grund sieht Klaus keinen anderen Weg mehr, als Mikael mit dem Weißeichenpfahl zu töten und seine Asche zu benutzen. Nach mehreren Intrigen von Klaus, Elijah und Hayley gegeneinander, verbündet sich Klaus mit Dahlia. Elijah, Freya und Rebekah versuchen, Dahlia eine Falle zu stellen, da sie denken, alle wichtigen Reliquien gesammelt zu haben. Klaus verhindert den Hinterhalt an Dahlia und geht mit ihr in den Bayou, wo Hayley gerade versucht, mit Hope und Jackson für immer vor Klaus und Dahlia zu fliehen. Dahlia spricht erneut den Fluch auf die Halbmondwölfe aus, Hayley und der Rest des Rudels verwandeln sich augenblicklich in Wölfe und können sich nur noch zu Vollmond in Menschen verwandeln. Klaus überredet Dahlia, sich mit ihm zu verbinden, da der Zauber mit dem hundertjährigen Schlaf noch wirkt und er nicht will, dass Hope diesen Zauber bekommt. Nach der Verbindung rammt sich Klaus selbst den Dolch, den Davina und Kol für ihn erschaffen haben, in die Brust.
Der Dolch schmilzt aber in Klaus Brust und beide erwachen wieder. Dahlia entführt Freya, nimmt Hope einen Tropfen Blut ab für den Verbindungszauber und verschwindet. 
Die Geschwister hintergehen inzwischen Davina, die Kol wieder zum Leben erwecken wollte und sie erweckt damit Ester wieder. Diese wird sofort von Elijah, Rebecca und Klaus gefangen genommen. 
Sie treffen sich mit Dahlia und durch Esters Hilfe wird Dahlia erdolcht und beide sterben Arm in Arm. 

### Staffel 3
Eine Prophezeiung, wonach die drei verbliebenen Urvampire innerhalb eines Jahres sterben, lockt Lucien Castle sowie die Geschwister Tristan und Aurora de Martel nach New Orleans. Die drei waren vor knapp 1000 Jahren die ersten von den Urvampiren verwandelten Vampire und wollen nun vorgeblich ihre jeweilige Erschaffungslinie schützen. Insgeheim arbeiten die drei jedoch an dem Plan, die Urvampire mit Hilfe eines Zaubers für ewig wegzusperren. Der Plan misslingt, stattdessen wird Tristan durch den Zauber eingeschlossen. Camille wird aus Eifersucht von Aurora in einen Vampir verwandelt. Davina bringt als Regentin der Hexen von New Orleans die Ahnen gegen sich auf und wird aus dem Hexenzirkel verstoßen. Sie schließt sich den Strix an, einer uralten Vampirgesellschaft, die ursprünglich von Elijah gegründet worden war, später aber von Tristan geleitet wurde. Nach dem Tod von Tristan übernimmt Marcel durch eine List die Leitung der Strix. Es stellt sich heraus, dass der Holzritter (Klaus Geschenk an Hope) aus Weißeiche ist, Aurora stiehlt sich das Spielzeug und lässt sich davon Patronen anfertigen. Die Hexen der Strix wollen die Erschaffungslinien trennen, sodass bei einem Tod eines Urvampirs nicht ebenfalls seine ganze Blutlinie stirbt. Mit Hilfe von Davina finden die Strix heraus, das nur ein Herz eines Vampirs ohne Erschaffungsbindung der Schlüssel ist. Da Hayley durch Hope verwandelt wurde, ist ihr Herz in Gefahr. Nach einem Kampf um Hayleys Herz unterbricht Marcel den Kampf und bittet um ein paar Stunden Aufschub. Nachdem Hayley, Klaus und Elijah ein Schlupfloch gefunden haben, nämlich das Herz von Jackson, welches durch die Hochzeit identisch ist. Marcel liefert das Herz von Jackson den Strix. Dies gelingt in einem Ritual jedoch nur bei Klaus. Durch die daraus frei gewordene Magie gelingt es Davina, Kol zurück ins Leben zu holen. Rebekah wird mit einem Fluch belegt, durch den sie zu einem Ripper wird. Um sie zu schützen, wird sie von Elijah erdolcht und in einem Sarg aufbewahrt. Es wird ein Stück Weißeiche gefunden, die Aurora zu Holzpatronen schnitzen lässt. Der Versuch, Elijah und Klaus damit umzubringen, scheitert jedoch, und nur eine Patrone bleibt übrig. Es stellt sich heraus, dass Lucien jahrhundertelang an einem Serum gearbeitet hat, das ihn stärker und mächtiger als die Urvampire macht. Mit Hilfe der letzten Weißeichenpatrone spricht Vincent denselben Zauber, durch den auch die Urvampire erschaffen wurden. Das dadurch gewonnene Serum trinkt Lucien. Nach seinem Tod als Vampir steht er wieder auf und ist nun stärker als die Urvampire. Sein Biss besteht ebenfalls aus Werwolfgift, ist aber im Gegensatz zu Klaus’ Biss nicht heilbar und kann sogar einen Urvampir töten. Er gibt Aurora die zweite Flasche des Serums, das sie zwar trinkt, kurz danach jedoch von Hayley und Camille gefangen genommen werden kann. Auf der Jagd nach Klaus tötet Lucien Finn und Camille. Kol, der durch einen Fluch der Ahnen belegt worden ist, bringt Davina um. Durch eine Hexenweihung wird Davinas Seele zu den Ahnen geschickt, die sie sogleich angreifen. Freya, Kol, Vincent und Marcel versuchen, sie dadurch wiederzubeleben. Nachdem Lucien Klaus angreift, opfert Freya Davina, um ihre Kraft zu bündeln und den Zauber, der Lucien verwandelt hatte, rückgängig zu machen. Der Zauber funktioniert und Lucien wird von Klaus getötet. Durch das unfreiwillige Opfer von Davina wenden sich Marcel und Vincent von den Mikaelsons ab. Vincent gelingt es, das Serum aus Auroras Körper zu extrahieren und er gibt es Marcel, woraufhin dieser sich ebenfalls in einen übermächtigen Vampir verwandelt. Durch einen Angriff von Marcels Vampiren werden Freya, Kol und Elijah vergiftet und drohen zu sterben. Um Zeit zur Auffindung von Heilmitteln zu finden, bindet Freya ihr Leben und die Leben von Elijah, Kol und Rebekah an das von Klaus. Durch eine List gelingt es Klaus, nicht von Marcel umgebracht zu werden, sondern durch einen magischen Dolch erdolcht zu werden, wodurch er zwar höllische Qualen erleiden muss, so aber seine Familie schützt, die in einen Schlaf fällt. Dadurch hat Hayley die Möglichkeit, länger nach Heilmitteln zu suchen.

### Staffel 4
Inzwischen sind 5 Jahre vergangen. Hayley hat ein Heilmittel für ihre Familie gefunden und ihrer mittlerweile 7-jährigen Tochter Hope versprochen, sie mit ihrer Familie wieder zu vereinen. Hayley weckt zuerst Freya auf und heilt sie, Freya spricht einen Zauber um Elijah, Kol und Rebekah zu heilen. Hayley, Elijah, Freya, Rebekah und Kol befreien Klaus und verlassen New Orleans. Unterdessen werden in New Orleans Kinder entführt. Vincent hatte vor einigen Jahren das Hollow beschworen um New Orleans von den Vampiren zu befreien. Das Hollow trieb jedoch seine Frau dazu, Kinder zu opfern, woraufhin Vincent die Beschwörung aufgab. Das Hollow ist nun jedoch zurück, um an Kraft zu gewinnen, sollen junge Hexenkinder geopfert werden. Da auch Hope betroffen ist, kehren die Mikealsons zurück nach New Orleans und befreien mit Hilfe von Marcel und Vincent die Kinder. Da das Hollow Energie benötigt, um sich in der Welt zu materialisieren, versucht es per Halluzinationen Klaus und Marcel zu einem Kampf zu bewegen, beide sollen den jeweils anderen töten, durch die frei gewordene Energie würde das Hollow wiedergeboren werden. Elijah gelingt es, Marcel außer Gefecht zu setzen, dieser wird daraufhin von den Mikaelsons gefangen genommen. Die Mikaelsons richten in Marcels Namen eine Party aus, um die Anhänger des Hollows zu identifizieren, dabei stellt sich Dominic als Hohepriester des Hollows heraus, der daraufhin von Elijah getötet wird. Mit Freyas Hilfe sieht Hayley den Tod ihrer Eltern, beide wurden kurz nach ihrer Geburt von einem Anhänger des Hollows getötet. Dadurch findet sie einen Schlüssel zu einem Lagerhaus, in dem sie den Kieferknochen der sterblichen Überreste des Hollows findet. Es stellt sich heraus, dass insgesamt vier Überreste benötigt werden, um das Hollow wiederzubeleben. Ein weiteres Teil ist Papa Tundes Dolch, welcher Klaus auf der Party gestohlen wurde. Der Hohepriester Dominic
wird durch ein schamanisches Ritual von den Anhängern des Hollows wiederbelebt. Dominic erschafft mit Hilfe des Hollows Dornen die selbst Urvampire töten. Um das Hollow aufzuhalten, muss das Ernteritual erneut durchgeführt werden. Elijah tötet 4 Hexen und zwingt Vincent das Ernteritual durchzuführen. Vincent schafft es nicht allein und holt sich mithilfe von Davinas Knochen Unterstützung. Davina will Klaus opfern um das Hollow aufzuhalten, doch der Plan geht nach hinten los und Davina verschwindet wieder ins Jenseits. Elijah wird gefangen genommen und mit den tödlichen Dornen infiziert. Freya entscheidet Elijah in ihren Anhänger, während des Rituals der Wiedergeburt des Hollows, einzusperren. Der Anhänger geht kaputt und Freya sucht verzweifelt nach der Seele von Elijah. Das Ritual konnte nicht gestoppt werden und das Hollow wird wieder erweckt. Rebekah und Kol kommen wieder um bei der Vernichtung des Hollows zu helfen. Davina wird mithilfe des Hollows wiederbelebt, jedoch bindet das Hollow Davinas leben an das die Ihre. Somit bleibt Kol keine Wahl als das Hollow zu beschützen. Freya belegt einen Dolch mit Hopes Blut, welches hilfreich und tödlich gegen das Hollow ist. Kol überredet Hope Davina von dem Hollow zu trennen, in letzter Sekunde gelingt es Hope die Verbindung zu lösen und Hayley tötet das Hollow mit dem Dolch. Das Hollow holt sich Hope. Mithilfe von Vincent Griffith entscheiden die Mikaelson-Geschwister die Macht des Hollows in sich aufzuteilen, um Hope zu retten. Elijah lässt sich von Marcel das Gedächtnis löschen, sodass der Wille zur Rückkehr nach News Orleans nicht mehr da ist. Hayley bringt Hope nach Mystic Falls an die Schule von Alaric und Caroline.

### Staffel 5
Die Staffel spielt sieben Jahre nach den Ereignissen der Staffel 4. Das Hollow ist weiterhin in den Mikaelson Geschwistern (Elijah, Klaus, Rebekah und Kol) die sich dadurch nicht einander nähern können, da dies das Hollow erstarken lassen würde. Hope ist inzwischen ein Teenager und geht in die Salvatore Boarding School für übernatürliche Wesen. Dort lernt sie den Vampir Roman kennen, dessen Familie bereits in früherer Zeit mit den Mikaelson in Kontakt kam. Elijah, der sich am Ende der 4. Staffel seine Erinnerungen von Marcel hat löschen lassen, lebt in Frankreich und hat dort Antoinette kennengelernt. Später stellt sich heraus, dass sie die Schwester von Roman ist. Rebekah wohnt inzwischen mit Marcel in New York, dieser macht ihr am Anfang der Staffel einen Heiratsantrag. Kol und Davina sind verheiratet, Freya und Keelin heiraten ebenfalls in der Staffel. Hayley wird Opfer einer echten Entführung, welche von Hope nur inszeniert werden sollte. Später stellt sich heraus, dass Hayley von Greta, Roman’s Mutter, entführt wurde, weil sie ein Hybrid ist und kein normaler Vampir. Greta will mit dieser Entführung Hope erpressen, damit Hope freiwillig ihre Werwolfseite bindet und niemals zu einem Hybriden wird. Freya will ihr bei dem Zauber helfen, aber Klaus verhindert es in letzter Sekunde. Hope flieht mit Roman von der Salvatore Boarding School um eine Hexe zu finden die den Zauber spricht. Roman hält an einem verlassenen Haus und lockt Hope in dieses. Dort legt er ihr die zauberunterdrückenden Ketten an. Hope findet ihre gefesselte Mutter in dem Haus. Um Hope zu beschützen, entscheidet Hayley ihre Werwolfseite binden zu lassen, der Zauber ist erfolgreich. Hayley ist nur noch ein Vampir und kann sich nicht mehr ohne Tageslichtring im Sonnenlicht bewegen. Greta taucht in dem Anwesen auf und es entbricht ein Kampf. Als Elijah Hayley nicht zur Hilfe eilt, sondern Greta hilft, bleibt Hayley nur noch eine Wahl. Sie reißt den Finger mit dem Tageslichtring von Gretas Hand und stürzt sich mit ihr zusammen nach draußen in das Licht. Hayley und Greta verbrennen. Im späteren Verlauf der Staffel erlangt Elijah mit Hilfe seiner Geschwister und Hope seine Erinnerungen wieder. Dadurch wird aber ebenfalls die ganze Magie des Hollows, die bisher aufgeteilt in den Mikaelsons steckte, komplett auf Hope übertragen.
Der Vampir Emmett kommt nach New Orleans mit dem Plan Klaus zu töten. Er versammelt dafür Hexen in einer Kirche. Klaus, der von dem Plan weiß, lässt Hope alle Wesen in der Kirche töten. Dadurch stirbt auch ein Priester der sich mit Declan, Hayleys Freund, zu diesem Zeitpunkt ebenfalls in der Kirche aufhielt. Declan wird von Klaus mit Hilfe von Vampirblut gerettet. Da Hope somit, wenn auch unabsichtlich, erstmals ein menschliches Wesen tötet, wird bei ihr der Werwolffluch ausgelöst. Durch die Macht des Hollows läuft Hope am ganzen Körper schwarz an. Da sie zu viel Macht in sich hat, wird sie sterben. Klaus und Elijah fahren mit ihr zu Caroline nach Mystic Falls. Zusammen mit Carolines Töchtern Josie und Lizzie gelingt es, das Hollow in dem Moment, als sich Hope in einen Werwolf verwandelt, auf Klaus zu übertragen. Klaus und Elijah bringen sich im Staffelfinale gegenseitig um.

## Produktion
Im Januar 2013 wurde die Produktion einer Backdoor-Pilotfolge namens The Originals bekanntgegeben. Die Ausstrahlung der Episode fand während der vierten Staffel von Vampire Diaries, am 25. April 2013, statt. In der Episode drehte sich alles um den Ur-Hybrid Klaus, der von Joseph Morgan gespielt wird. Neben Morgan werden auch Phoebe Tonkin, Daniel Gillies und Claire Holt ihre Rollen aus der Mutterserie wieder aufnehmen. Für weitere Hauptrollen wurden Daniella Pineda, Charles Michael Davis, Danielle Campbell und Leah Pipes gecastet. Im Januar 2015 wurde die Serie um eine dritte Staffel verlängert. Im März 2016 erfolgte die Verlängerung um eine vierte Staffel. The CW gab im Mai 2017 eine fünfte Staffel in Auftrag.
Am 26. April 2013, ein Tag nach Ausstrahlung der Backdoor-Pilotfolge, gab der Sender The CW grünes Licht für eine erste Staffel mit 13 Episoden. Am 11. November 2013 wurde die erste Staffel um neun Episoden aufgestockt, sodass die erste Staffel auf 22 Episoden kommt.
Im Februar 2014 wurde die Produktion einer zweiten Staffel angekündigt. Mitte März verließ Claire Holt die Serie für unbestimmte Zeit; kehrte allerdings noch für ein paar Gastauftritte zurück. Im Laufe der zweiten Staffel wurde sie dann komplett durch die Newcomerin Maisie Richardson-Sellers ersetzt. Weiterhin wurde angekündigt, dass Yusuf Gatewood in der Rolle als Finn Mikaelson zum Hauptdarsteller befördert werde.

## Besetzung und Synchronisation
Für die deutsche Sprachfassung zeichnete die Berliner Synchronfirma Cinephon verantwortlich. Das Dialogbuch verfassten Ulrike Lau, Peter Minges (Staffeln 1 und 2) und Sabine Hinrichs (Staffel 3 bis 5), während Peter Minges die Dialogregie führte.

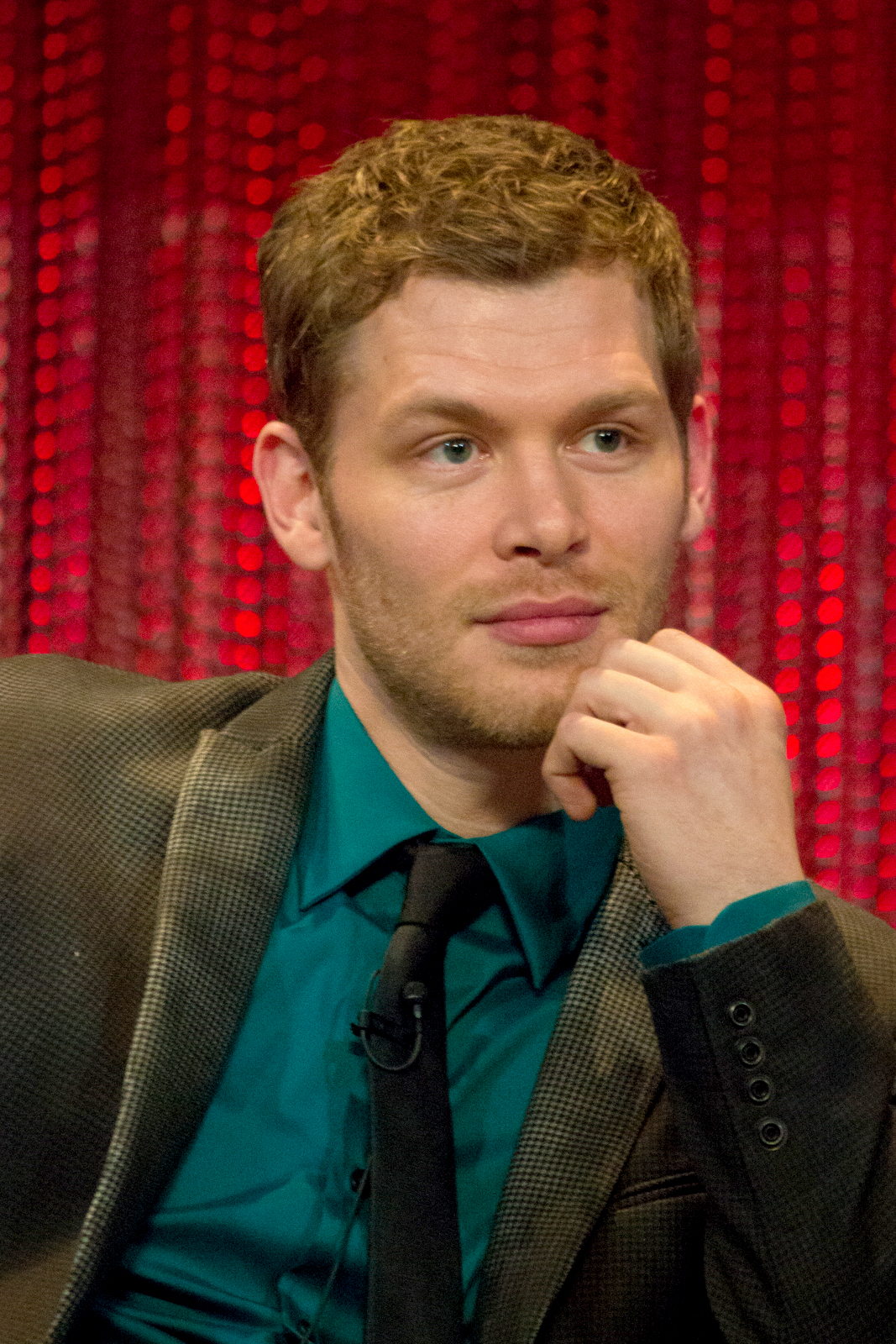
Joseph Morgan spielte Niklaus „Klaus“ Mikaelson
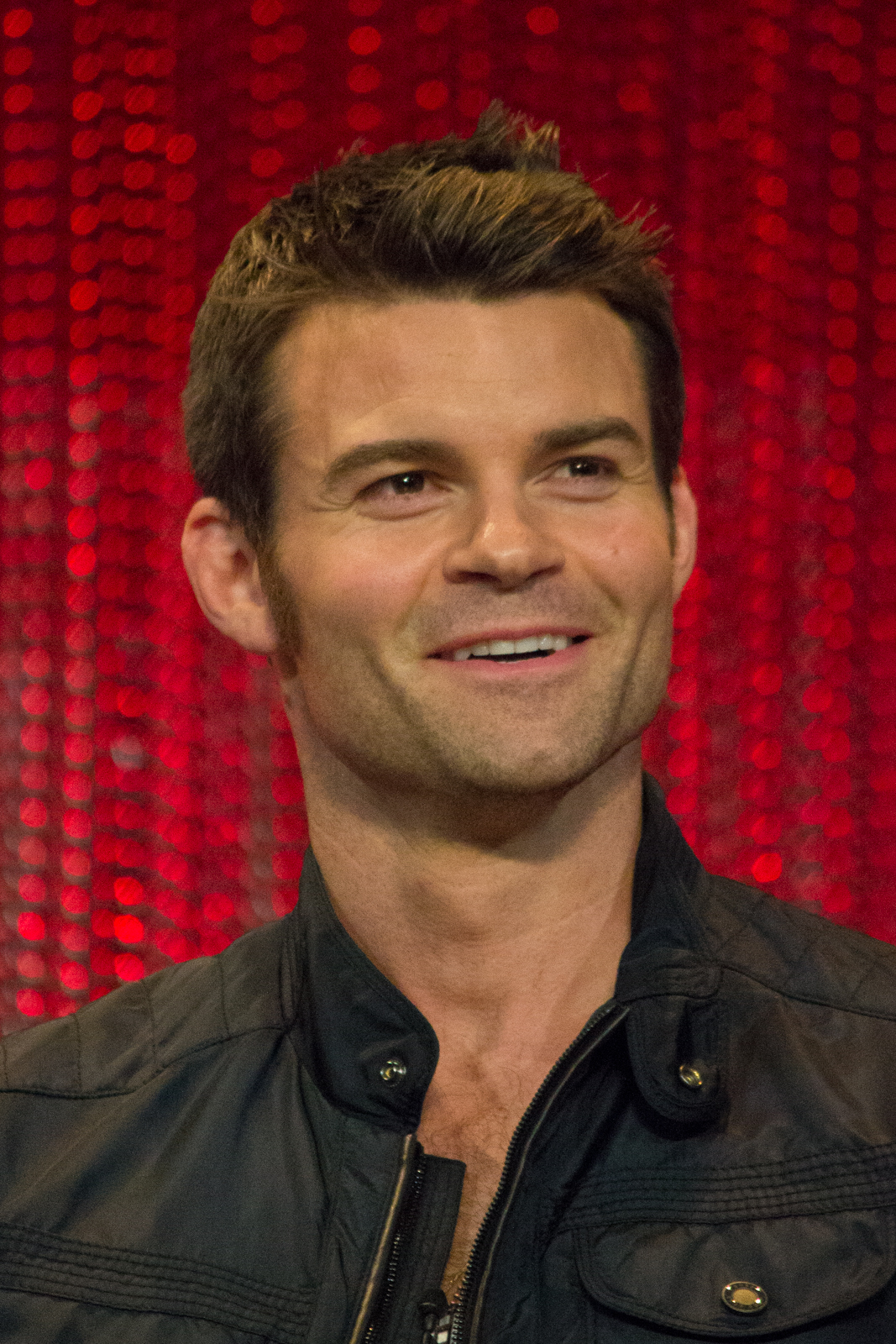
Daniel Gillies spielte Elijah Mikaelson
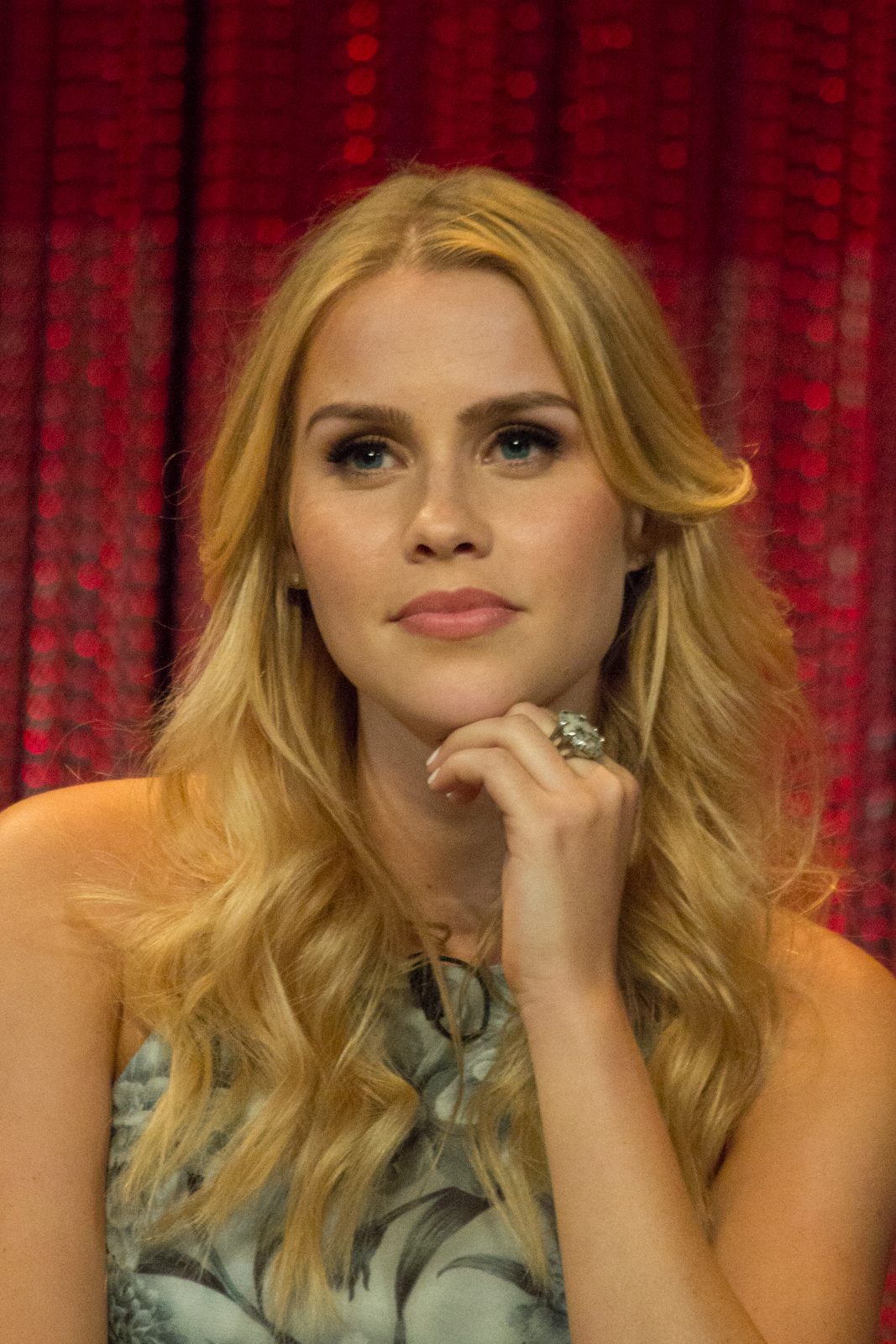
Claire Holt spielte Rebekah Mikaelson
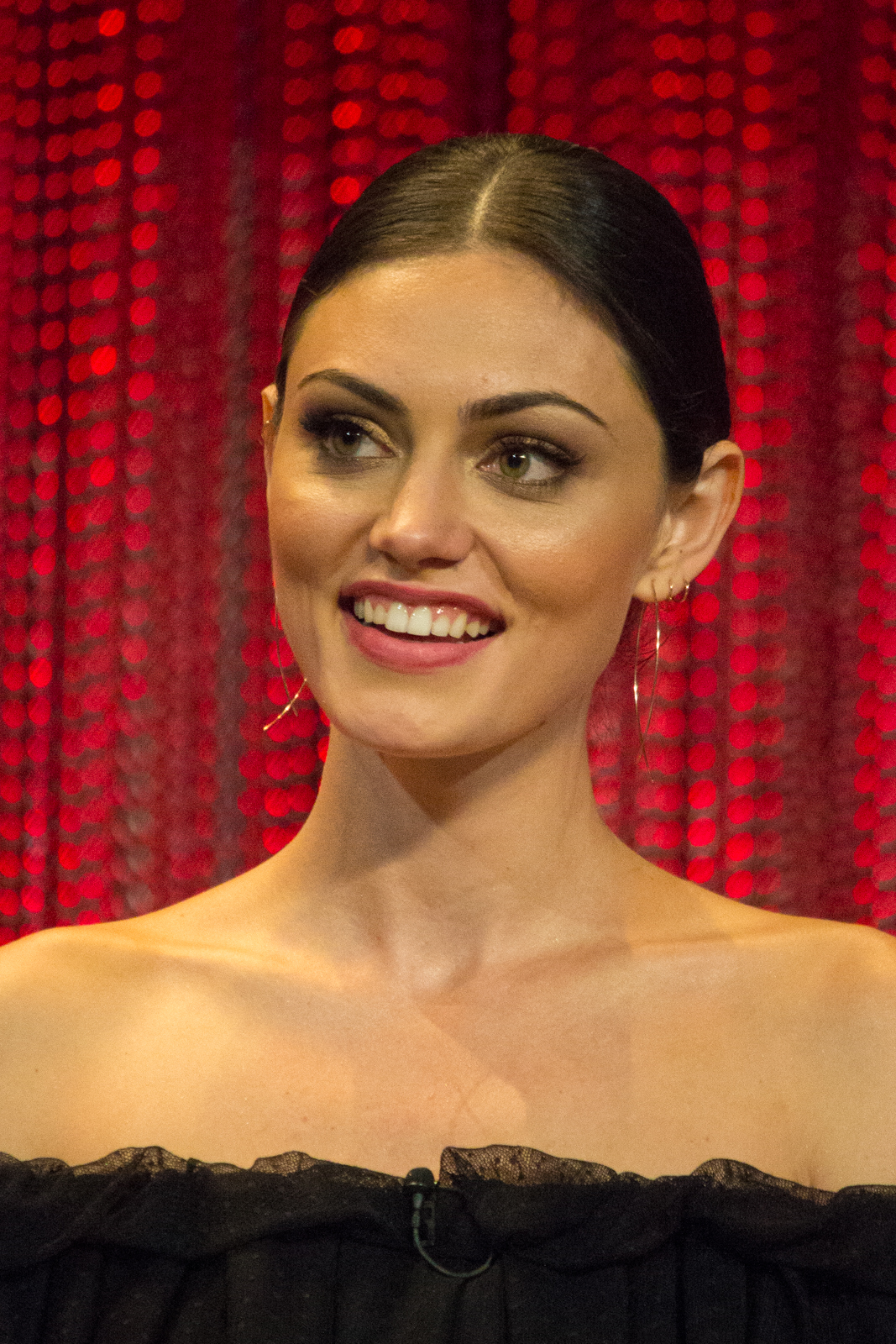
Phoebe Tonkin spielte Hayley Marshall-Kenner
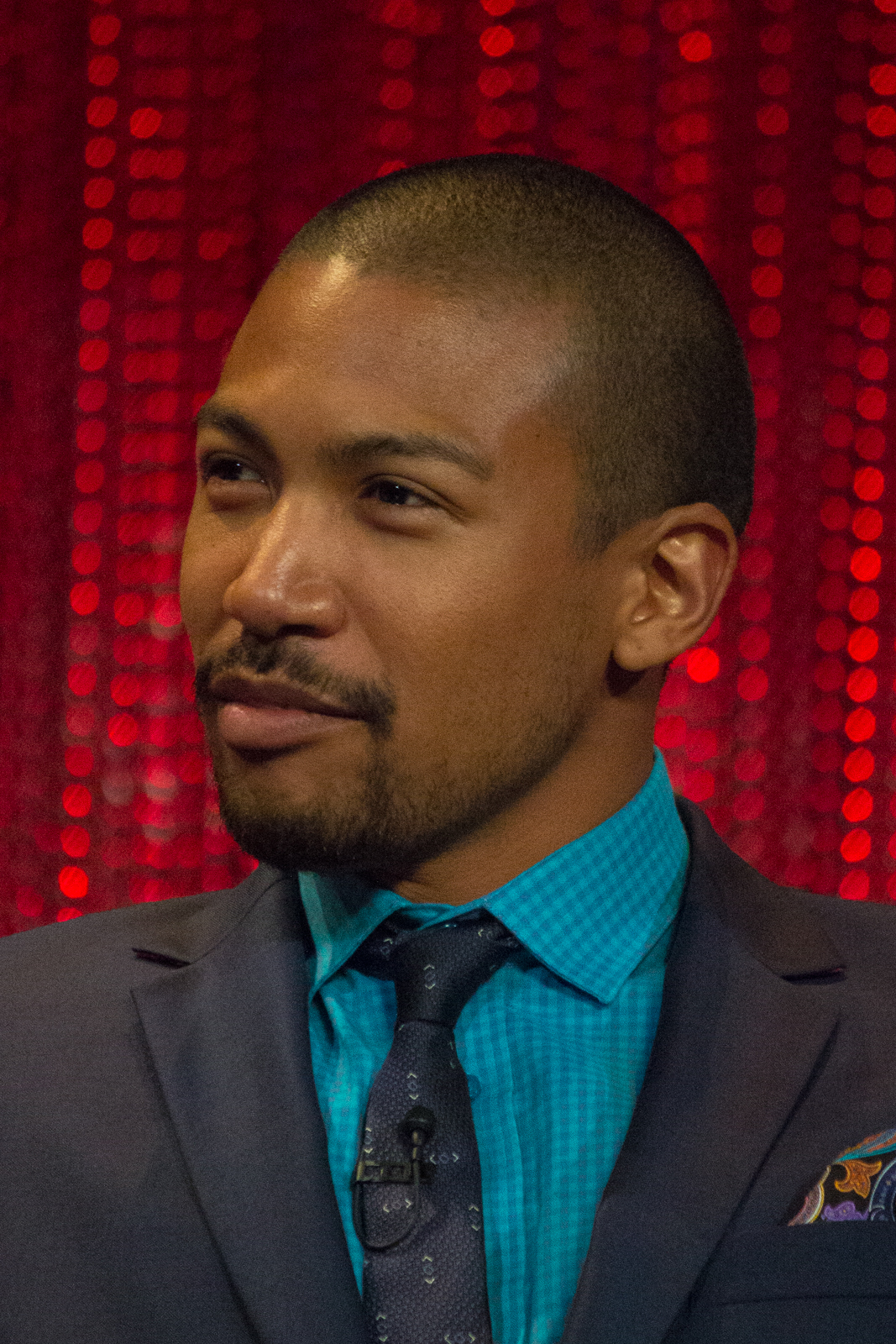
Charles Michael Davis spielte Marcellus „Marcel“ Gerard
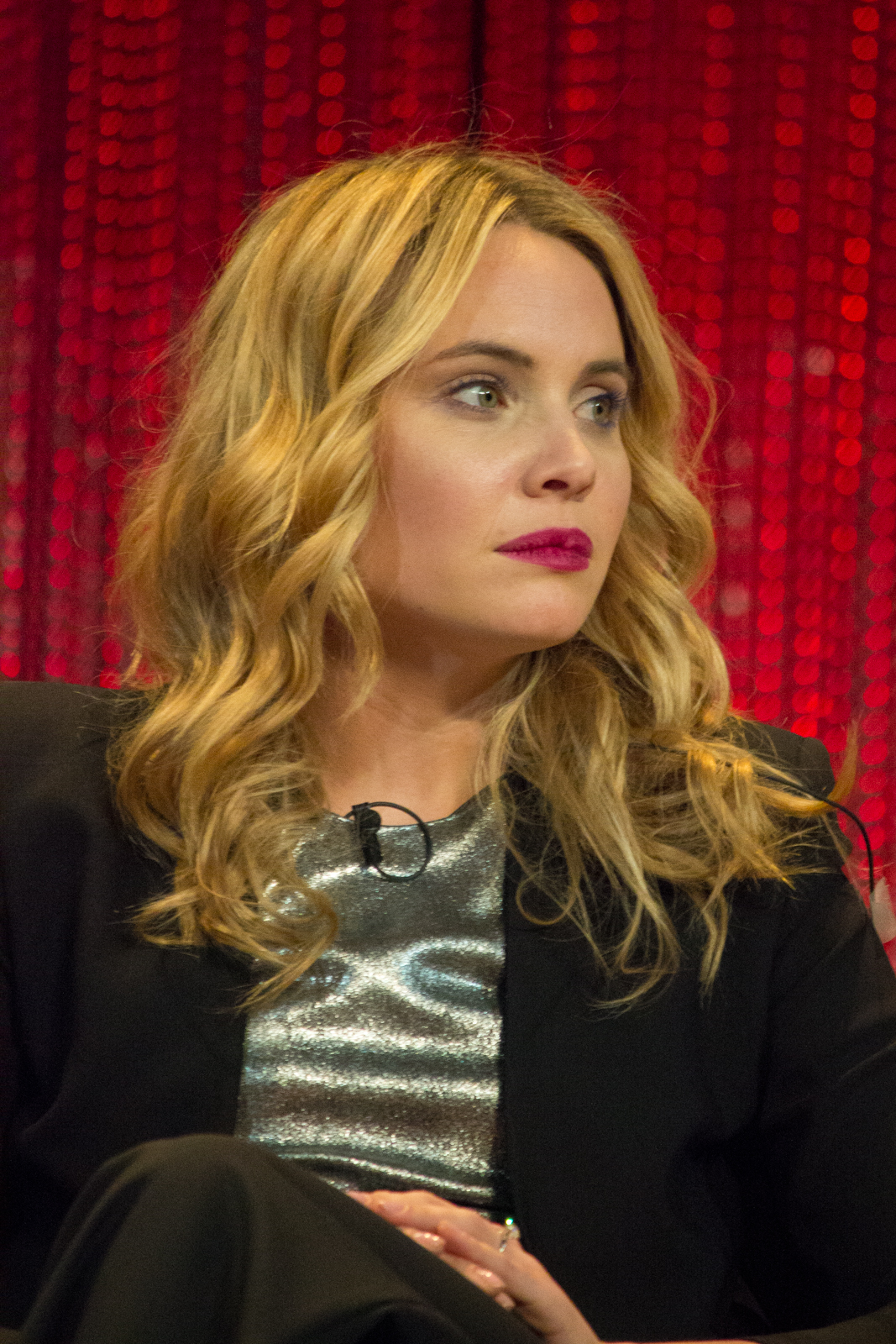
Leah Pipes spielte Camille „Cami“ O’Connell
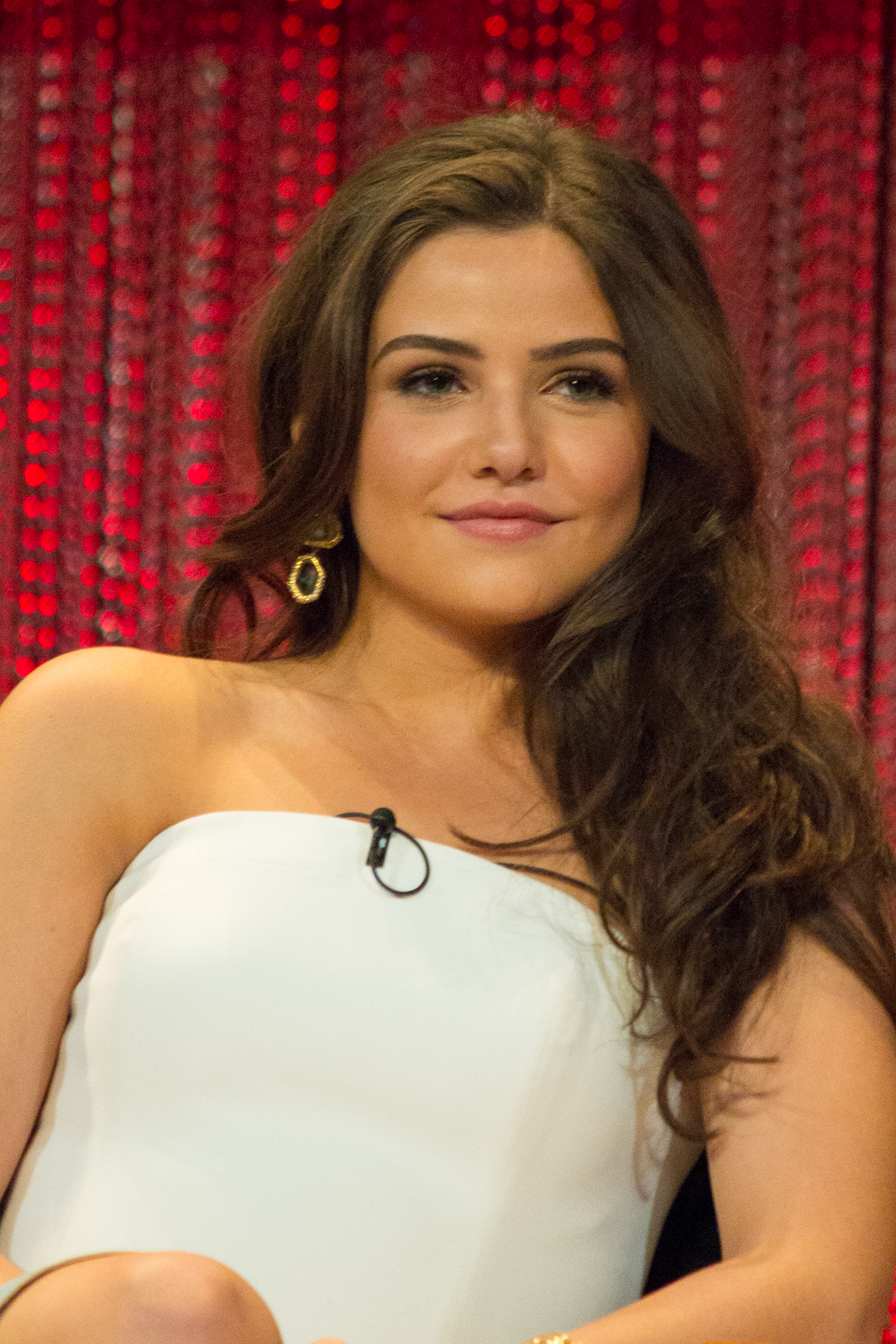
Danielle Campbell spielte Davina Claire

### Hauptbesetzung
| Rollenname                | Schauspieler/in           | Hauptrolle                       | Nebenrolle                                                                                     | Synchronsprecher/in |
| ------------------------- | ------------------------- | -------------------------------- | ---------------------------------------------------------------------------------------------- | ------------------- |
| Niklaus „Klaus“ Mikaelson | Joseph Morgan             | 1.01–5.13                        |                                                                                                | Björn Schalla       |
| Elijah Mikaelson          | Daniel Gillies            | 1.01–5.13                        |                                                                                                | Nicolas Böll        |
| Rebekah Mikaelson         | Claire Holt               | 1.01–1.16                        | 1.22–2.01, 2.08–2.10, 2.22–3.01, 3.05–3.06, 3.09, 3.22, 4.02–4.03, 4.10–5.01, 5.08, 5.11, 5.13 | Nicole Hannak       |
| Rebekah Mikaelson         | Maisie Richardson-Sellers |                                  | 2.09–2.22, 3.05–3.06                                                                           | Michelle Winter     |
| Eva Sinclair              | Maisie Richardson-Sellers |                                  | 2.15–2.17, 4.03                                                                                | Michelle Winter     |
| Hayley Marshall-Kenner    | Phoebe Tonkin             | 1.01–5.01, 5.06, 5.08, 5.11–5.13 |                                                                                                | Kaya Marie Möller   |
| Marcellus „Marcel“ Gerard | Charles Michael Davis     | 1.01–5.13                        |                                                                                                | Martin Lohmann      |
| Davina Claire             | Danielle Campbell         | 1.01–3.21                        | 4.08, 4.10–4.11, 5.11                                                                          | Friedel Morgenstern |
| Camille „Cami“ O’Connell  | Leah Pipes                | 1.01–3.19                        | 4.02, 5.13                                                                                     | Anja Mentzendorff   |
| Sophie Deveraux           | Daniella Pineda           | 1.01–1.13                        |                                                                                                | Wicki Kalaitzi      |
| Finn Mikaelson            | Casper Zafer              |                                  | 3.01, 3.05, 3.08, 3.09, 3.15–3.17                                                              | Martin Kautz        |
| Finn Mikaelson            | Yusuf Gatewood            | 2.14–2.15                        | 1.22–2.13                                                                                      | Sven Gerhardt       |
| Vincent Griffith          | Yusuf Gatewood            | 2.15–5.13                        |                                                                                                | Sven Gerhardt       |
| Freya Mikaelson           | Riley Voelkel             | 3.01–5.13                        | 2.09, 2.12–2.22                                                                                | Daniela Molina      |
| Joshua Rosza              | Steven Krueger            | 5.01–5.10                        | 1.02–4.13                                                                                      | Arne Stephan        |
| Hope Mikaelson            | Summer Fontana            |                                  | 4.01–4.13, 5.02                                                                                | Xara Eich           |
| Hope Mikaelson            | Danielle Rose Russell     | 5.01–5.13                        |                                                                                                | Jodie Blank         |

### Nebenbesetzung
| Rollenname                    | Schauspieler/in    | Nebenrolle                                                                          | Synchronsprecher/in   |
| ----------------------------- | ------------------ | ----------------------------------------------------------------------------------- | --------------------- |
| Kol Mikaelson / Kaleb         | Nathaniel Buzolic  | 1.01, 2.02, 2.09, 3.01, 3.11–3.22, 4.02–4.03, 4.10–4.11, 4.13–5.01, 5.08,5.11, 5.13 | Patrick Baehr         |
| Kol Mikaelson / Kaleb         | Daniel Sharman     | 2.01–2.14                                                                           | Roland Wolf           |
| Mikael Mikaelson              | Sebastian Roché    | 1.01, 1.09, 1.15–2.18, 4.05, 5.13                                                   | Erich Räuker          |
| Agnes                         | Karen Kaia Livers  | 1.01–1.06                                                                           |                       |
| Thierry Vanchure              | Callard Harris     | 1.01–1.18                                                                           | Bastian Sierich       |
| Diego                         | Eka Darville       | 1.01–1.22                                                                           | Simon Derksen         |
| Sabine Laurent/Celeste Dubois | Shannon Kane       | 1.02–1.15                                                                           | Nadine Heidenreich    |
| Pater Kieran O’Connell        | Todd Stashwick     | 1.04–1.20                                                                           | Peter Flechtner       |
| Monique Deveraux              | Yasmine Al-Bustami | 1.05, 1.11–1.22                                                                     |                       |
| Bastianna Natale              | Shannon Eubanks    | 1.05, 1.11–1.15, 1.19                                                               |                       |
| Eve                           | Tasha Ames         | 1.07–1.19                                                                           | Debora Weigert        |
| Genevieve                     | Elyse Levesque     | 1.11–1.22                                                                           | Kristina von Weltzien |
| Jackson Kenner                | Nathan Parsons     | 1.13–1.21, 2.06–3.10, 4.11, 5.12                                                    | Patrick Roche         |
| Oliver                        | Chase Coleman      | 1.13–2.07                                                                           | Jeffrey Wipprecht     |
| Francesca Correa              | Peta Sergeant      | 1.17–2.01                                                                           | Marion Elskis         |
| Gia                           | Nishi Munshi       | 2.01–2.21                                                                           | Marieke Oeffinger     |
| Cassie                        | Natalie Dreyfuss   | 2.03, 2.10, 2.12                                                                    | Luisa Wietzorek       |
| Esther Mikaelson              | Natalie Dreyfuss   | 1.22–2.03                                                                           | Luisa Wietzorek       |
| Esther Mikaelson              | Alice Evans        | 2.03, 2.05, 2.22                                                                    | Svantje Wascher       |
| Esther Mikaelson              | Hayley McCarthy    | 2.06, 2.20, 2.22                                                                    | Maria Hönig           |
| Esther Mikaelson              | Sonja Sohn         | 2.03–2.10, 2.17                                                                     | Katja Brügger         |
| Lenore                        | Sonja Sohn         | 2.03                                                                                | Katja Brügger         |
| Aiden                         | Colin Woodell      | 2.04–2.20, 5.10                                                                     | Tobias Schmidt        |
| Dahlia                        | Kristin Erickson   | 2.06, 2.16, 2.20, 2.22                                                              | Ann Vielhaben         |
| Dahlia                        | Claudia Black      | 2.16–2.22                                                                           | Katrin Zimmermann     |
| Ansel                         | Lloyd Owen         | 2.06–2.07                                                                           | Bernd Vollbrecht      |
| Mary Dumas                    | Debra Mooney       | 2.11–2.14, 2.21, 3.08, 4.01, 4.05                                                   | Katharina Lopinski    |
| Josephine LaRue               | Meg Foster         | 2.15–2.19                                                                           | Karin Buchholz        |
| Will Kinney                   | Jason Dohring      | 3.01–4.04                                                                           |                       |
| Lucien Castle                 | Andrew Lees        | 3.01–3.20                                                                           | Roman Wolko           |
| Aurora de Martel              | Rebecca Breeds     | 3.01–3.18                                                                           | Lisa Mitsching        |
| Tristan de Martel             | Oliver Ackland     | 3.01–3.14                                                                           | Tim Sander            |
| Aya Al-Rashid                 | Tracy Ifeachor     | 3.03–3.14                                                                           |                       |
| Sofya                         | Taylor Cole        | 3.16, 4.01–4.13                                                                     | Jill Schulz           |
| Keelin Maulraux               | Christina Moses    | 4.01–5.13                                                                           | Anna Grisebach        |
| Maxine                        | Karan Kendrick     | 4.01–4.09                                                                           | Magdalena Helmig      |
| Dominic                       | Darri Ingolfsson   | 4.05–4.13                                                                           | Nico Mamone           |
| Inadu / The Hollow            | Blu Hunt           | 4.07–4.12                                                                           | Lina Rabea Mohr       |
| Declan                        | Torrance Coombs    | 5.01–5.11                                                                           |                       |
| Roman Sienna                  | Jedidiah Goodacre  | 5.01–5.10                                                                           |                       |
| Lisina                        | Alexis Louder      | 5.01–5.09                                                                           | Peggy Pollow          |
| Greta Sienna                  | Nadine Lewington   | 5.01–5.06                                                                           |                       |
| Ivy                           | Shiva Kalaiselvan  | 5.02–5.10                                                                           |                       |
| Antoinette Sienna             | Jaime Murray       | 5.03–5.10                                                                           | Gundi Eberhard        |
| Emmett                        | Robert Baker       | 5.07–5.10                                                                           | Peter Wagner          |

### Gastdarsteller ausVampire Diaries
| Rollenname                      | Schauspieler/in   | Gastauftritt          | Synchronsprecher/in |
| ------------------------------- | ----------------- | --------------------- | ------------------- |
| Tyler Lockwood                  | Michael Trevino   | 1.07–1.08             | Julien Haggége      |
| Tatia                           | Nina Dobrev       | 2.05                  | Tanya Kahana        |
| Stefan Salvatore                | Paul Wesley       | 3.14                  | Tommy Morgenstern   |
| Rayna Cruz                      | Leslie-Anne Huff  | 3.14                  | Esra Vural          |
| Matt Donovan                    | Zach Roerig       | 3.17                  | Tim Knauer          |
| Alaric Saltzman                 | Matthew Davis     | 4.08, 4.13, 5.12      | Alexander Doering   |
| Caroline Salvatore, geb. Forbes | Candice King      | 5.01, 5.06, 5.12–5.13 | Yvonne Greitzke     |
| Dorian Williams                 | Demetrius Bridges | 5.01                  | Edin Hasanović      |

## Ausstrahlung
Vereinigte Staaten
Am 25. April 2013 wurde auf dem Fernsehsender The CW in Folge von Vampire Diaries die neuen Hauptcharaktere der Serie vorgestellt. Die Premiere fand am 3. Oktober 2013 im Anschluss an ihrer Mutterserie statt, bevor sie eine Woche später auf den Dienstag wechselte und dort als Lead-in für Supernatural fungierte. Das erste Staffelfinale wurde am 13. Mai 2014 gezeigt. Die Ausstrahlung der zweiten Staffel begann am 6. Oktober 2014 und endete am 11. Mai 2015.
Deutschland
Erstmals waren die Protagonisten des Spin-offs in Deutschland am 4. Juli 2013 in der Serie Vampire Diaries zu sehen, in der serienübergreifenden Episode „Stadt der Vampire“. Die Ausstrahlung der regulären Serie erfolgte auf dem Free-TV-Sender sixx vom 8. August 2014 bis zum 19. Dezember 2014.

## DVD-Veröffentlichungen
Vereinigte Staaten
- Staffel 1 erschien am 2. September 2014
- Staffel 2 erschien am 1. September 2015
- Staffel 3 erschien am 20. September 2016
- Staffel 4 erschien am 29. August 2017
- Staffel 5 erschien am 4. August 2020

Großbritannien
- Staffel 1 erschien am 13. Oktober 2014
- Staffel 2 erschien am 19. Oktober 2015
- Staffel 3 erschien am 17. Oktober 2016
- Staffel 4 erschien am 26. Februar 2018
- Staffel 5 erschien am 3. Dezember 2018

Deutschland
- Staffel 1 erschien am 26. Februar 2015.
- Staffel 2 erschien am 3. Dezember 2015.
- Staffel 3 erschien am 23. März 2017.
- Staffel 4 erschien am 18. Januar 2018
- Staffel 5 erschien am 31. Januar 2019

## Auszeichnungen und Nominierungen
Nominierungen
- 2014: Teen Choice Award in der Kategorie Choice TV Actor: Fantasy/Sci-Fi Joseph Morgan
- 2014: Teen Choice Award in der Kategorie Choice TV Actress: Fantasy/Sci-Fi Claire Holt
- 2015: Teen Choice Award in der Kategorie Choice TV Actor: Fantasy/Sci-Fi Joseph Morgan
- 2016: Teen Choice Award in der Kategorie Choice TV: Liplock Leah Pipes & Joseph Morgan